# Domingo Lázaro de Arregui
Domingo Lázaro de Arregui, (España, 5 de febrero de 1636-Compostela Nayarit) fue un historiador y sacerdote español en la Nueva Galicia, Nueva España, autor de la descripción historiográfica de la Nueva Galicia.

## Biografía
Conocía a fondo las costumbres españolas. Siendo soltero de capa y espada, se casó con una doncella y tuvo dos hijos. Posteriormente fue licenciado en teología y sacerdote. Su hermano y sus dos hijos llevaban el apellido completo como Lázaro de Arregui.
De Arregui vivió en Tepic. Poseía una de las pocas estancias y finca de labor en esa región. En 1607 fue padrino de bautizo de 200 indios serranos, por los jesuitas de Atotonilco. Su permanencia de al menos 14 años en la Nueva España le permitió conocer la lengua náhuatl, y costumbres de los naturales de la región y la vida del campo, sus plantas y animales, los cuales cazaba; participó en la pacificación de las sierras y costas occidentales la cuales conocía muy bien. Era metódico, planeador observador y concienzudo. Sabía utilizar el astrolabio e interesado en la etimología y toponimia.
El 12 de agosto de 1611 Lázaro de Arregui, en la Hacienda de José de Costilla y Espinosa regaló una composición suya firmada a Fernando de Costilla, por la cual posteriormente el Santo Oficio de la Inquisición lo acusó de hechicero o brujo, pero él se declaró inocente y que sólo era lector por pasatiempo del libro de astrología Teatro del Mundo y del Tiempo. La Santa Inquisición lo absolvió.
El obispado encargó a Arregui, previo a la división del obispado, el establecimiento de los nuevos límites y erección de la nueva sede episcopal en Guadiana, Durango, una “Descripción de la Nueva Galicia”, misma que Arregui con toda precisión elaboró, firmó y entregó a Pedro de Otálora en Guadalajara el día 24 de diciembre de 1621.
Murió de tos, vomitando sangre, en el Real de Minas de San Bartolomé de la jurisdicción de Compostela Nayarit. Lo enterraron en la iglesia de la ciudad de Compostela el 6 de febrero de 1636.

## Obra
Escribió la obra “Descripción de la Nueva Galicia”. El original, es un manuscrito en la Biblioteca del antiguo Palacio Real de Madrid y lleva la signatura: Manuscritos de América 2388. Consta de sesenta y ocho folios o ciento dieciséis páginas escritas, sin numeración original, y de dos mapas plegables, encuadernado en un tomo. La edición de 1946, La obra consta de dos partes: hasta la página 46 se trata de la Nueva Galicia en general describiendo el clima, habitantes indios y españoles, plantas, y demás y luego hasta el final (pág. 116) se describe sistemáticamente cada una de las 30 Alcaldía o provincias.